# Bimba non piangere/Penso sempre agli occhi tuoi
Bimba non piangere / Penso sempre agli occhi tuoi è il primo singolo su 7" de Le Anime pubblicato nel 1966 dalla R.T. Club.

## Tracce
Lato A
1. Bimba non piangere (Enrico Piani, Luigi Langella)

Lato B
1. Penso sempre agli occhi tuoi (Liso, Alberto Loreggian, Amedeo Maffei, Enrico Piani, Luigi Langella)